# Blattella karnyi
Blattella karnyi är en kackerlacksart som beskrevs av Karlis Princis 1969. Blattella karnyi ingår i släktet Blattella och familjen småkackerlackor. Inga underarter finns listade.